# Квітка на снігу
«Квітка на снігу» (груз. «ყვავილი თოვლზე», Kvavili tovlze) — грузинський радянський музичний художній фільм 1959 року, комедія кіностудії «Грузія-фільм».

## Сюжет
Кахабер Кахаберідзе вивчився на ветеринара і вже збирався виїхати працювати в село, але закохався в естрадну співачку Неллі Джандіері. В результаті він став адміністратором вокального квінтету, до якого входять Неллі і її сестри, але і Неллі, і її сестри відверто глузують над Кахабером...

## У ролях
- Лео Антадзе -  Кахабер Кахаберідзе
- Джульєтта Вашакмадзе -  Цициним
- Нато Кобахідзе -  Неллі Джандіері
- Георгій Габелашвілі
- Коте Даушвілі
- Бухуті Закаріадзе
- Іраклій Ніжарадзе
- Олександр Оміадзе
- Мегі Цулукідзе
- Резо Хобуа